# TV Grande Rio
TV Grande Rio é uma emissora de televisão brasileira sediada em Petrolina, cidade do estado de Pernambuco. Opera no canal 19 (18 UHF digital), e é afiliada à TV Globo. Pertence ao Sistema Grande Rio de Comunicação, e cobre 22 municípios do oeste de Pernambuco.

## História
A TV Grande Rio foi inaugurada em 1.º de agosto de 1991 pelo empresário e, à época, deputado federal Osvaldo Coelho, sendo a segunda emissora de Pernambuco afiliada à Rede Globo, juntamente com a TV Asa Branca de Caruaru — inaugurada no mesmo dia — e também foi a segunda televisão da região do Vale do São Francisco, após a TV Norte, de Juazeiro, Bahia, inaugurada em 1990.
A primeira produção local da TV Grande Rio foi o bloco local do NETV 2ª Edição, apresentado por Edmilson Luís, que ficou na bancada do telejornal por mais de 20 anos.

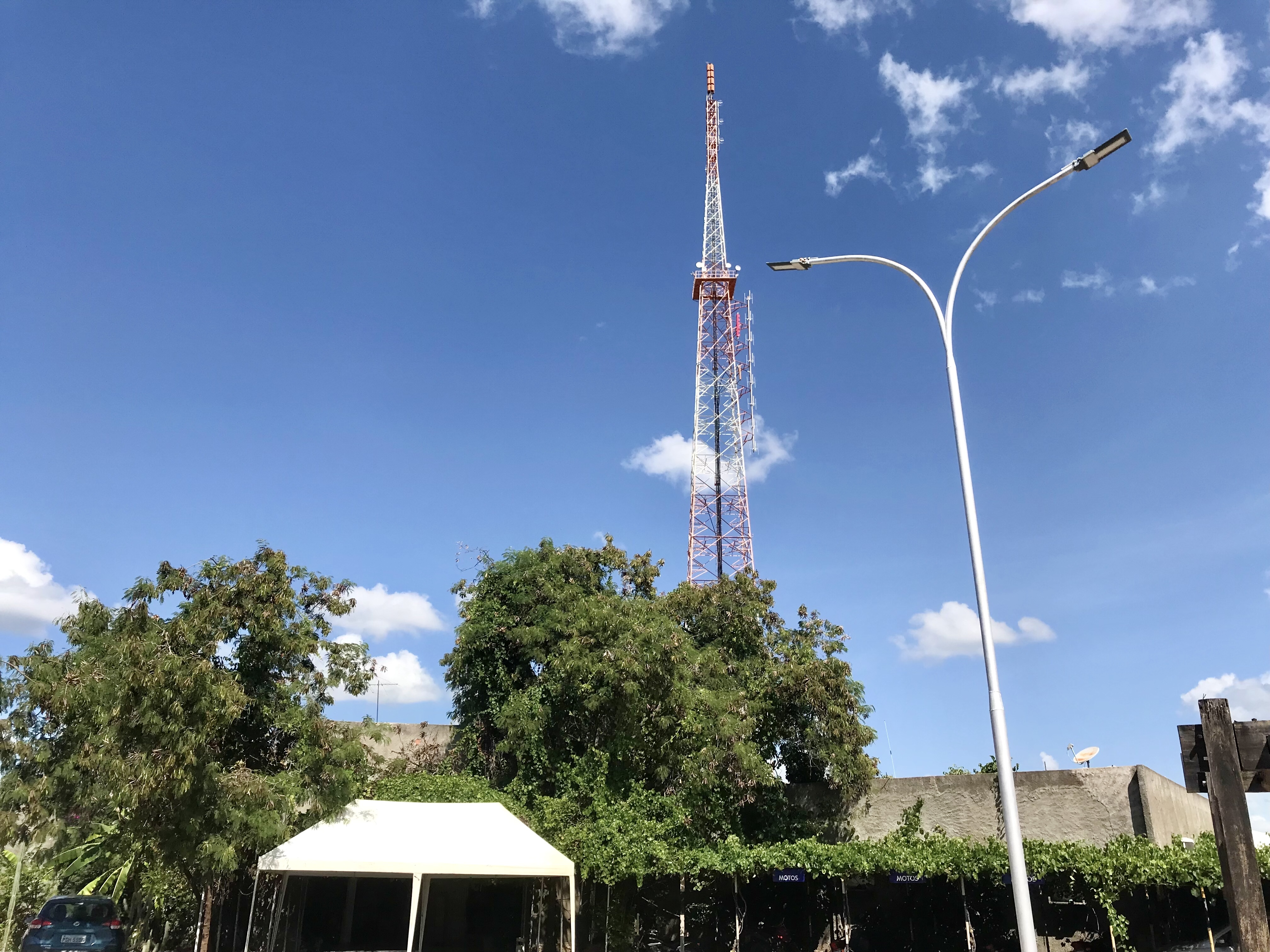
Torre de transmissão da emissora.

Em 1993, estreia o programa Grande Rio Comunidade, com o formato de revista eletrônica. No mesmo ano, a emissora estreia o bloco local do Bom Dia Pernambuco, apresentado por Welington Alves. Em 1996, este bloco local é expandido e passa a se chamar Bom Dia Petrolina, tendo duração completa. Vanda Torres, recém contratada, torna-se âncora do matinal.
Em 1999, entra na programação da TV Grande Rio o Jornal Grande Rio, no espaço dos blocos locais do NETV 1ª Edição. O telejornal foi o primeiro da emissora a ser produzido e exibido ao vivo. Era ancorado por Vanda Torres. Em 2001, com a adaptação às exigências da rede, os jornais tornam-se GRTV.
Em 2000, a TV Grande Rio estreia a versão local do Terra da Gente, produzido pela EPTV, com a apresentação de Edmilson Luís entre os blocos. O programa foi exibido até 26 de julho de 2014, sendo substituído em 2 de agosto pelo programa Estrelas, da Rede Globo.
Em 2011, a TV Grande Rio dá início à construção de uma nova torre autoportante. A estrutura é finalizada em 2012, e a emissora transfere seu sinal do canal 2 VHF para o 19 UHF.

## Sinal digital
| Canal virtual | Canal digital | Resolução de tela | Programação                                    |
| ------------- | ------------- | ----------------- | ---------------------------------------------- |
| 19.1          | 18 UHF        | 1080i             | Programação principal da TV Grande Rio / Globo |

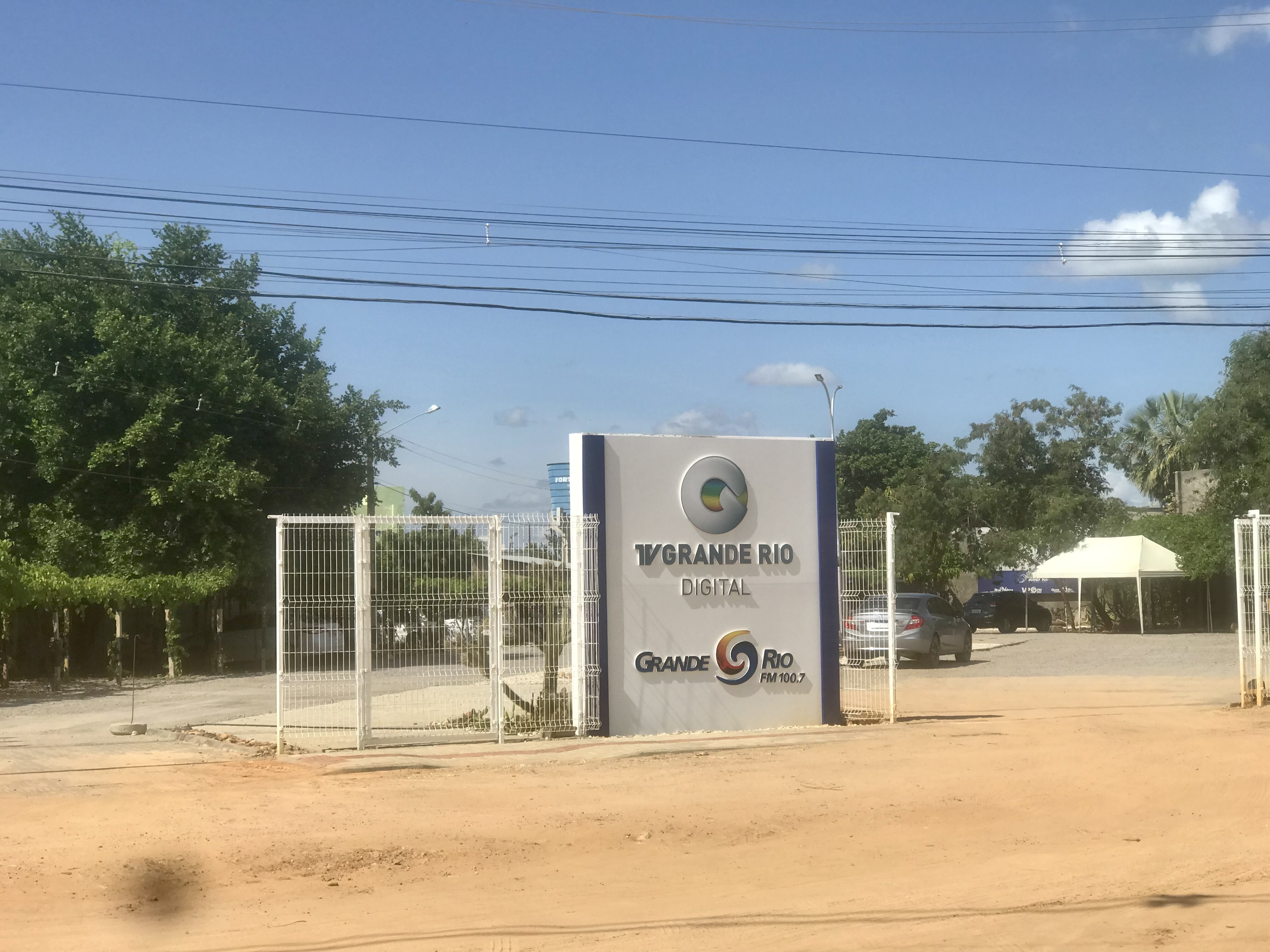
Fachada da TV Grande Rio em 2022.

A emissora iniciou suas transmissões digitais em 5 de junho de 2014, através do canal 18 UHF. O evento de lançamento teve a presença do fundador da emissora, Osvaldo Coelho, da diretora Patrícia Coelho, do gerente de afiliadas da Rede Globo, André Pereira, do ator Luís Miranda, além de várias autoridades e colaboradores. Em 30 de maio de 2016, passa a produzir sua programação local em alta definição.
Transição para o sinal digital
Com base no decreto federal de transição das emissoras de TV brasileiras do sinal analógico para o digital, a TV Grande Rio, bem como as outras emissoras de Petrolina, cessou suas transmissões pelo canal 19 UHF em 9 de janeiro de 2019, seguindo o cronograma oficial da ANATEL.

## Equipe

### Membros atuais

#### Apresentadores
- Clédiston Ancelmo[15]
- Vanda Torres[16]

#### Repórteres
- Emerson Rocha[17]
- João Barbosa[18]
- Juliane Peixinho[19]
- Leciane Lima[20]
- Lucilene Santos[21]
- Paulo Ricardo Sobral[22]

### Membros antigos
- Adriano Kirihara[23]
- Alan Garcia (hoje na TV Pajuçara)[24]
- Amanda Franco[25]
- Amorim Neto (hoje na TV Gazeta)[26]
- Aracelly Romão (hoje na TV Santa Cruz)[27]
- Augusto Medeiros[28]
- Auriana Bacelar[29]
- Beto Lupy[30]
- Camila Dib[31]
- Cláudia Carvalho[32]
- Cláudio Gomes[33]
- Cristina França[34]
- Dalmir Campos[35]
- Danilo Ribeiro (hoje na TV Bahia)[36]
- Edmilson Luís[37]
- Ednardo Blast[38]
- Elizandro Oliveira †[39]
- Fabiana Maranhão
- Fabíola Aguiar[40]
- Felipe Pereira (hoje na TV Subaé)[41]
- Fernanda Barros[42]
- Giuliano Roque (hoje na TV Globo Nordeste)[43]
- Henrique Almeida[44]
- Henrique Barros[45]
- Illa Ribeiro[46]
- Isabela Mendes (hoje na TV Subaé)[47]
- Isabella Ornellas (hoje na Tropical Sat FM)[48]
- Ivo Ferraz (hoje na Andaiá FM)[49]
- Izabella Freitas (hoje na TV Santa Cruz)[50]
- Jadir Souza[51]
- Kátia Gonçalves[52]
- Kleyton Nunes (hoje na Jovem Pan FM Salvador)[53]
- Kris de Lima (hoje na TV São Francisco)[54]
- Lara Cavalcanti (hoje na Petrolina FM)[55]
- Larissa Brandão[56]
- Luana Bernardes[57]
- Michele Garziera[58]
- Mônica Carvalho (hoje no Sistema Jornal do Commercio)[59]
- Nathália Dielú (hoje na TV Globo Nordeste)[60]
- Pablo Vasconcelos (hoje na TV Bahia)[61]
- Pâmela Bório[62]
- Renata Albuquerque (hoje na NSC TV Chapecó)[63]
- Waldiney Passos[64]
- Wanessa Andrade[65]
- Welington Alves[2]